# Akio Morita
Akio Morita (盛田 昭夫, Morita Akio) (Nagoya, 26 januari 1921 – Tokio, 3 oktober 1999) was een Japanse ondernemer die samen met Masaru Ibuka in 1946 het bedrijf Sony Corporation oprichtte.

## Biografie
Morita werd op 26 januari 1921 geboren in Nagoya. Hij was de oudste van vier kinderen. Zijn vader was eigenaar van een productiebedrijf in het nabijgelegen dorp Kosugaya dat sake, miso en sojasaus maakte.
Morita's vader wilde dat hij het familiebedrijf ging overnemen, maar Akio had meer interesse in wiskunde en natuurkunde. Hij studeerde in 1944 af aan de Universiteit van Osaka, met een graad in natuurkunde.
Tijdens de Tweede Wereldoorlog diende Morita in de Japanse Keizerlijke Marine, waar hij zijn latere zakenpartner Masaru Ibuka ontmoette.

## Sony
Na de oorlog startte Ibuka een reparatiewinkel voor radio's in Nihonbashi, Tokio. Na het lezen van een artikel in de krant raakte Morita geïnteresseerd. Hij besloot met geleend startkapitaal van zijn vader om Ibuka's bedrijf in 1946 samen op te bouwen. Het kreeg de naam Tokyo Tsushin Kogyo Kabushiki Kaisha (Tokio Telecommunicatie en Techniekbedrijf).
In 1949 werkte het bedrijf aan een magnetische band voor het opnemen van geluid, een jaar later verkocht het zijn eerste bandrecorder. Ondertussen wist Ibuka de licentierechten van Bell Labs te verkrijgen voor het gebruik van transistortechnologie. Het bedrijf produceerde in 1957 een radio in zakformaat. Een jaar later werd de firma hernoemd naar Sony, afkomstig van het Latijnse sonus voor geluid, en sonny, een in die tijd populaire Amerikaanse uitdrukking.
In 1971 nam Morita het stokje over van Ibuka als directeur van Sony. Onder Morita bracht Sony producten als de Betamax, Walkman en compact disc op de markt.
Norio Oga volgde Morita in 1989 op als bedrijfsdirecteur.

## Overlijden
Morita werd in 1993 getroffen door een hersenbloeding en kwam hierdoor in een rolstoel terecht. Op 3 oktober 1999 overleed Morita op 78-jarige leeftijd aan de gevolgen van een longontsteking.

## Eerbetoon
- 1972: Golden Plate Award
- 1982: Albert Medaille
- 1984: Legioen van Eer
- 1991: Ie Klasse in de Orde van de Heilige Schatten
- 1993: Erelid in de Orde van het Britse Rijk
- 1999: Grootlint in de Orde van de Rijzende Zon